# Burgruine Wildenfels

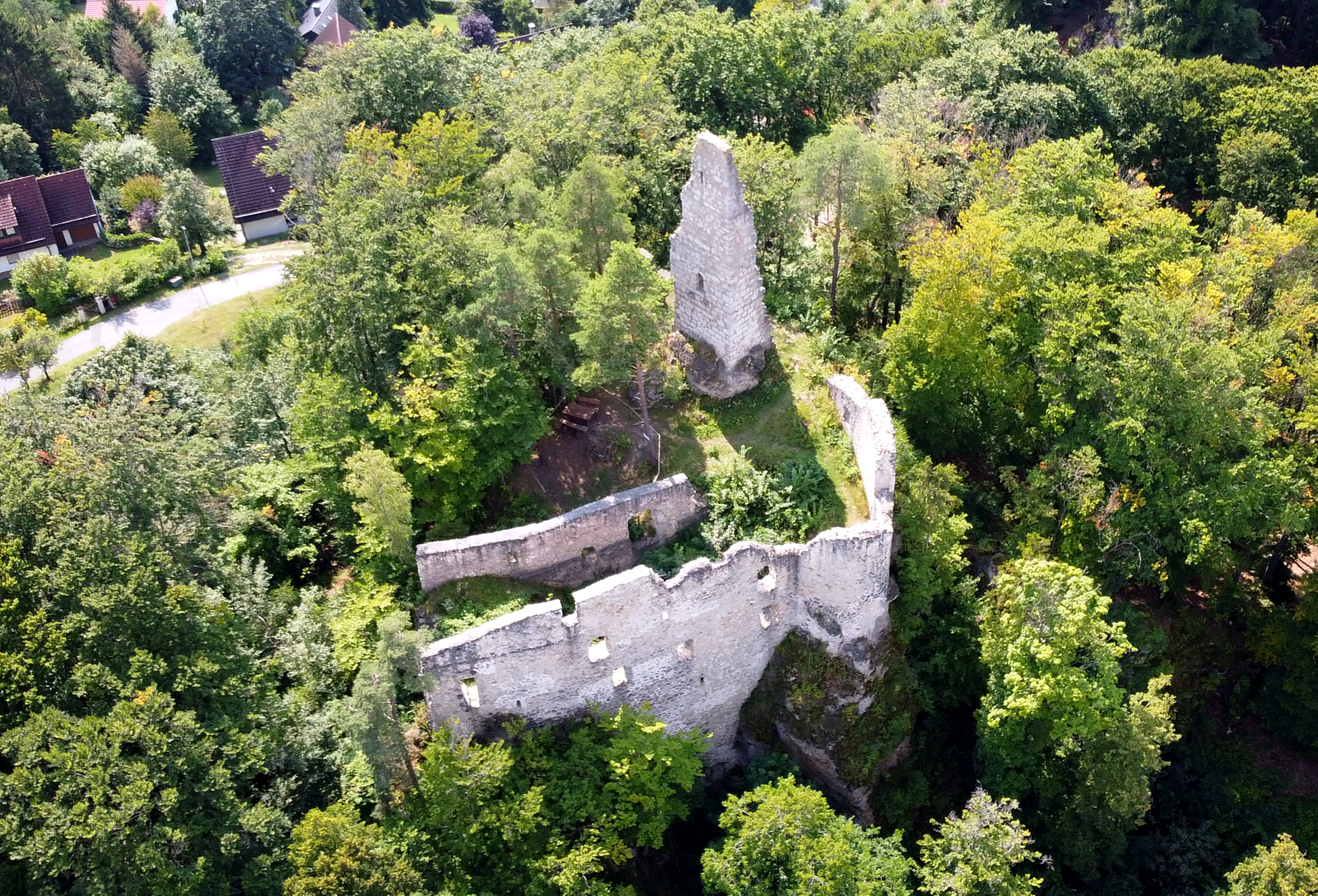
Luftbild der Burgruine Wildenfels (August 2021)

Die Burgruine Wildenfels war eine spätmittelalterliche Adelsburg oberhalb von Wildenfels, einem Gemeindeteil der Gemeinde Simmelsdorf im mittelfränkischen Landkreis Nürnberger Land in Bayern.
Die Burgruine ist frei zugänglich.

## Geographische Lage
Die Ruine der Gipfelburg liegt im Naturpark Fränkische Schweiz-Veldensteiner Forst auf einem 586 m ü. NHN hohen felsigen Gipfel im Wildenfelser Wald, unmittelbar nördlich des Dorfes Wildenfels, etwa 3,3 Kilometer östlich von Hiltpoltstein.
Man erreicht die Ruine, indem man im nördlichen Teil des Dorfes Wildenfels einem Hinweisschild zur Burgruine nach oben folgt.
In Sichtweite liegt der Burgstall Strahlenfels, weiter östlich der Burgstall Spies, nordwestlich die Burgruine Stierberg, und westlich die Burg Hiltpoltstein. Etwa 2,8 Kilometer südsüdwestlich befindet sich der eher unbekannte Burgstall Spitzenberg auf dem 582 m ü. NHN hohen gleichnamigen Berg zwischen Großengsee und Winterstein, wo sich mit der Burgruine Winterstein ebenfalls ein mittelalterlicher Herrensitz befindet.
Am Fuß der Ruine liegt eine kleine Höhle, die Burghöhle in Wildenfels, sie wird im Höhlenkataster Fränkische Alb mit der Katasternummer D 180 geführt.

## Geschichte

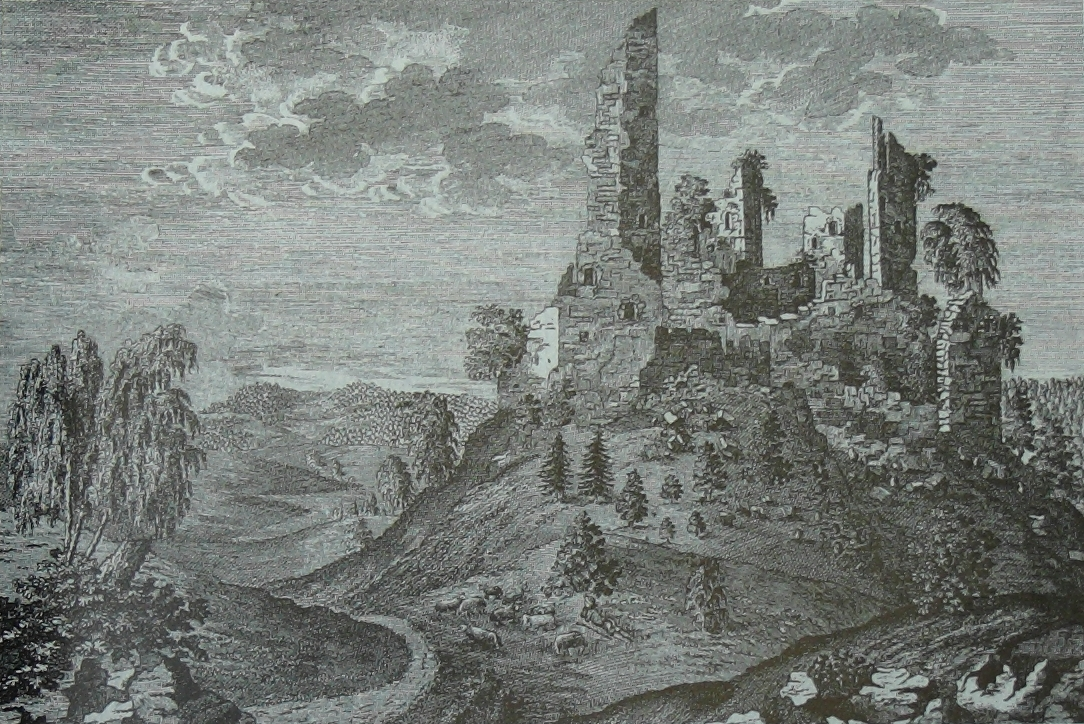
Ansicht der Burgruine Wildenfels auf einem Kupferstich von L. Schlemmer aus dem Jahr 1799

Nach heutigen Erkenntnissen wurde die Burg, vielleicht anstelle eines Vorgängerbaues, zwischen 1290 und 1300 von den Herren von Wildenstein erbaut, die ihren namensgebenden Stammsitz bei Dietfurt an der Altmühl hatten. Erstmals 1323 nannte sich ein Dietrich von Wildenstein zu Wildenfels nach der Burg.
Die ursprünglich freieigene Burg wurde 1356 von den Wildensteinern zu Wildenfels Kaiser Karl IV. zum Lehen aufgetragen. Im Besitz der Herren von Wildenstein zu Wildenfels blieb die Burg bis zum Ende des 15. Jahrhunderts, dann kam sie im Erbgang an die Herren von Leutersheim (auch Lentersheim).
Nach dem Landshuter Erbfolgekrieg wurde das Gebiet um die Burg Hoheitsgebiet der Reichsstadt Nürnberg. 1509 verkauften die Leutersheimer die Herrschaft mit der Burg an die Brüder Konrad und Friedrich Pelck aus Nürnberg. 1511 ging die Burg für 1300 Gulden in Nürnberger Besitz über. Die Stadt richtete 1518 dort das Pflegamt Wildenfels ein.
1525 wurde die Burg während des Bauernkrieges völlig zerstört. Nachdem die Nürnberger sie wieder aufgebaut hatten, wurde sie 1553 im Zweiten Markgrafenkrieg durch den Markgrafen Albrecht Alcibiades erneut zerstört und in der Folge nicht wieder aufgebaut.
Im Jahr 1827 stürzte nach einem Blitzschlag die Westhälfte des bis dahin noch weitgehend erhaltenen Bergfrieds ein. 1913 fanden erste Sicherungsmaßnahmen der Bausubstanz statt, in den Jahren 2013/2014 wurde die Ruine komplett saniert. Von der Burg sind noch Mauerreste des Palas, des Bergfriedes, von weiteren Gebäuden und der Umfassungsmauern vorhanden.
Heute ist die Ruine als landschaftsprägendes Baudenkmal D-5-74-158-80 „Burgruine, erhebliche Reste des Bergfrieds und von daran anschließenden Gebäuden, Kalksteinquader bzw. Kalkbruchstein, 13.–15. Jahrhundert“, sowie als Bodendenkmal D-5-6334-0016 „Mittelalterliche und frühneuzeitliche Befunde im Bereich der Burgruine Wildenstein“ vom Bayerischen Landesamt für Denkmalpflege erfasst.

## Bilder

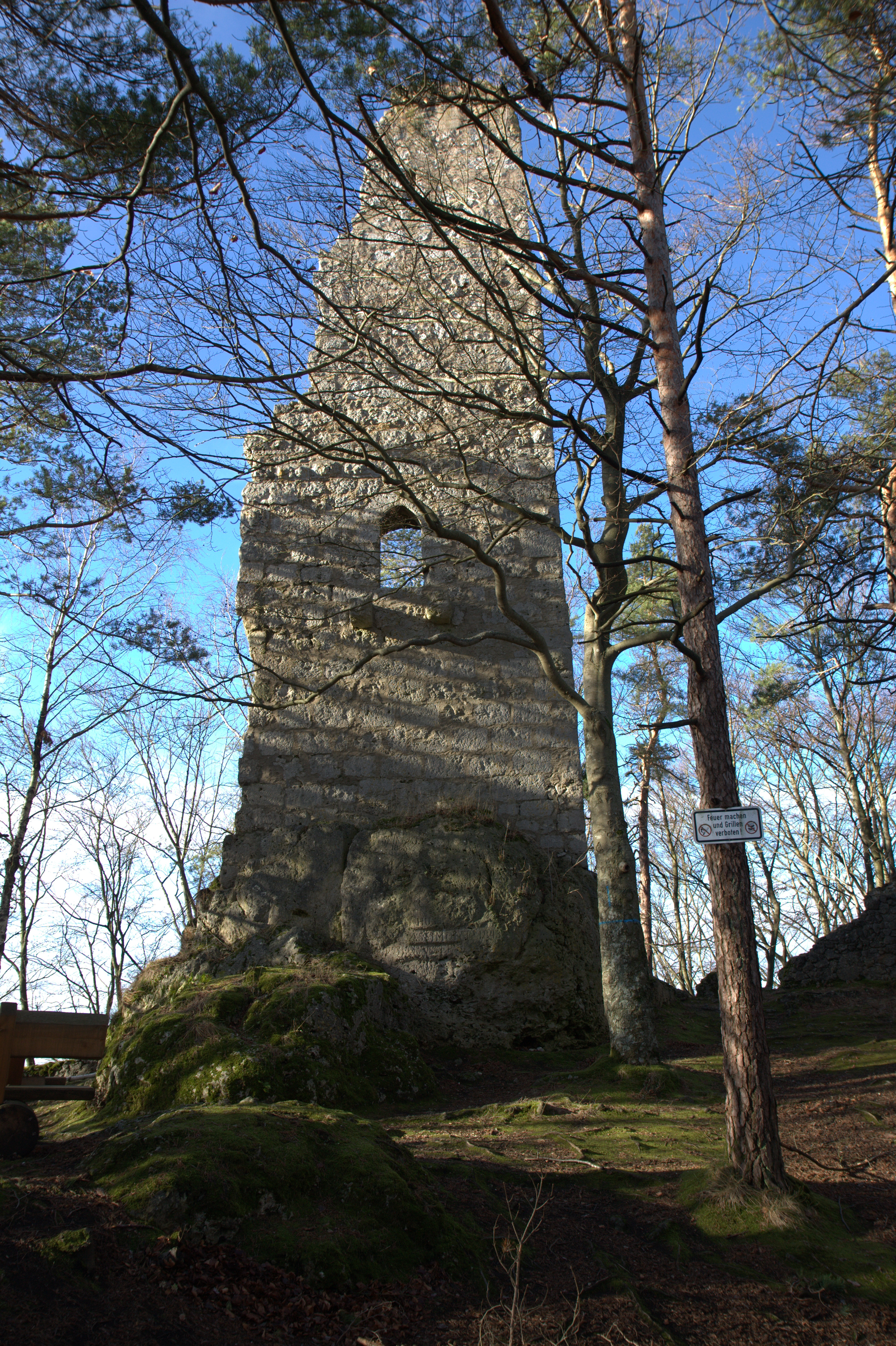
Ansicht der Ostseite des Bergfriedes mit dem Hocheingang (Januar 2012)
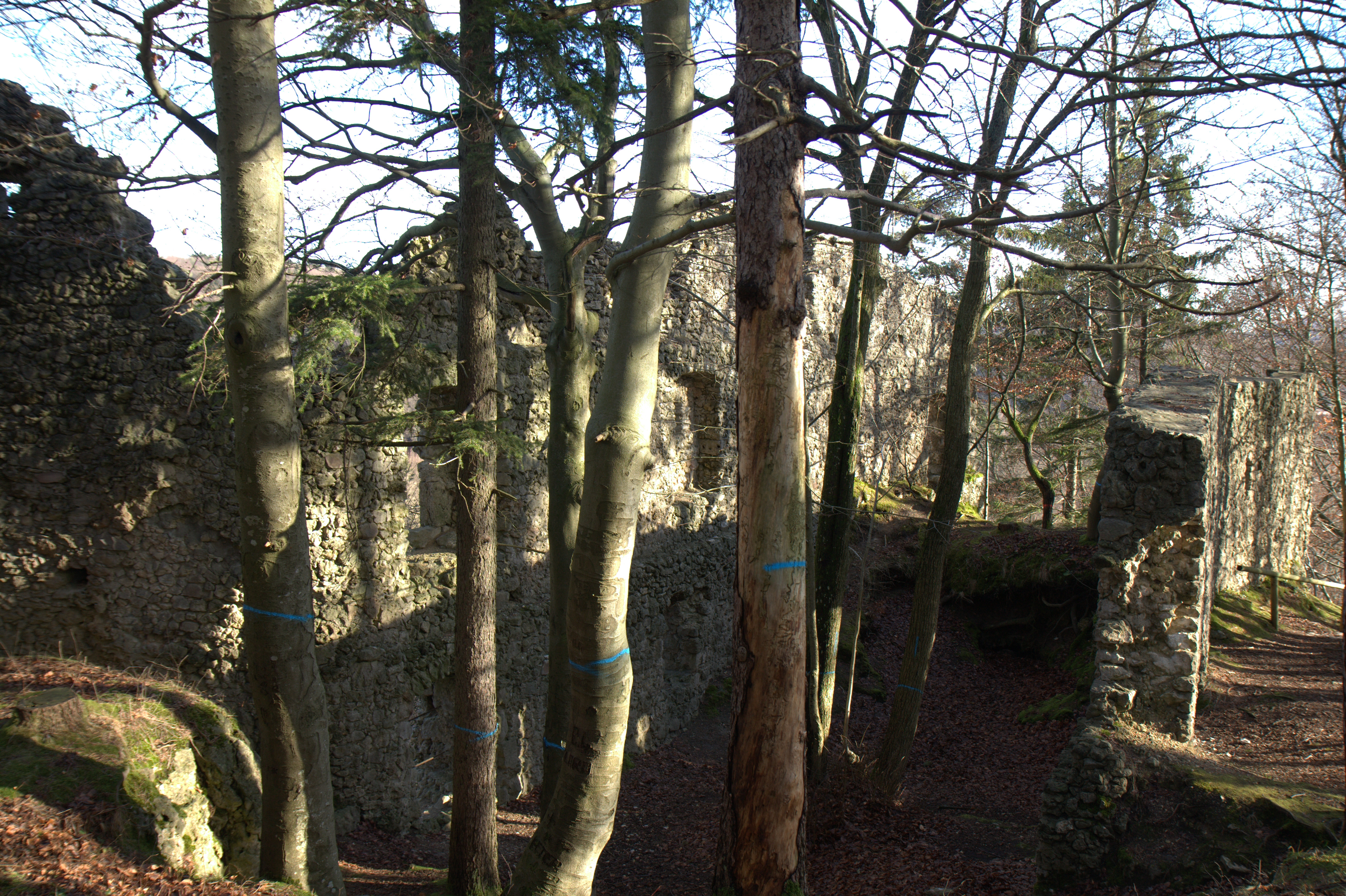
Osthälfte des Palas (Januar 2012)
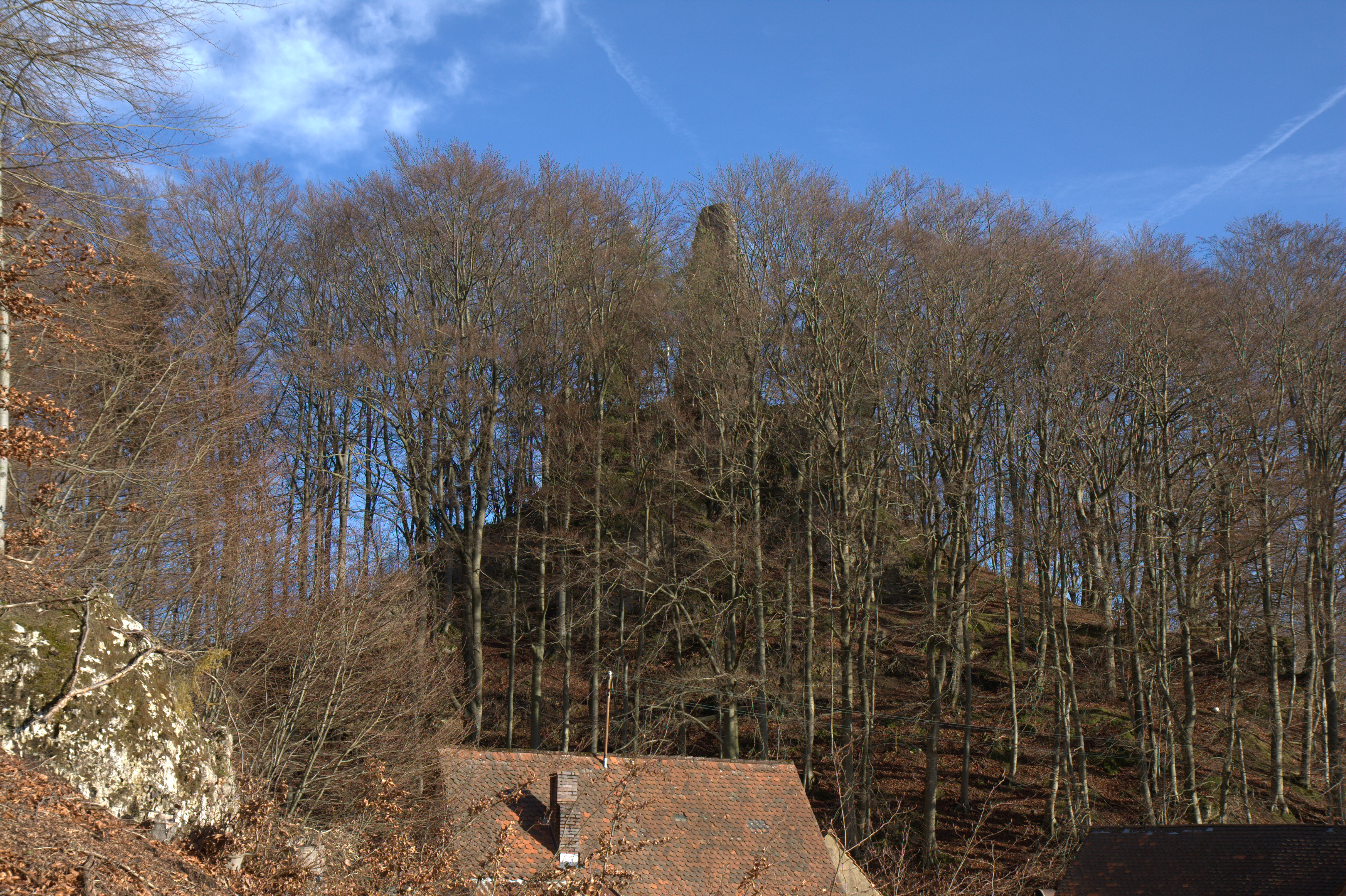
Ansicht des kegelförmigen Burgberges aus westlicher Richtung (Januar 2012)
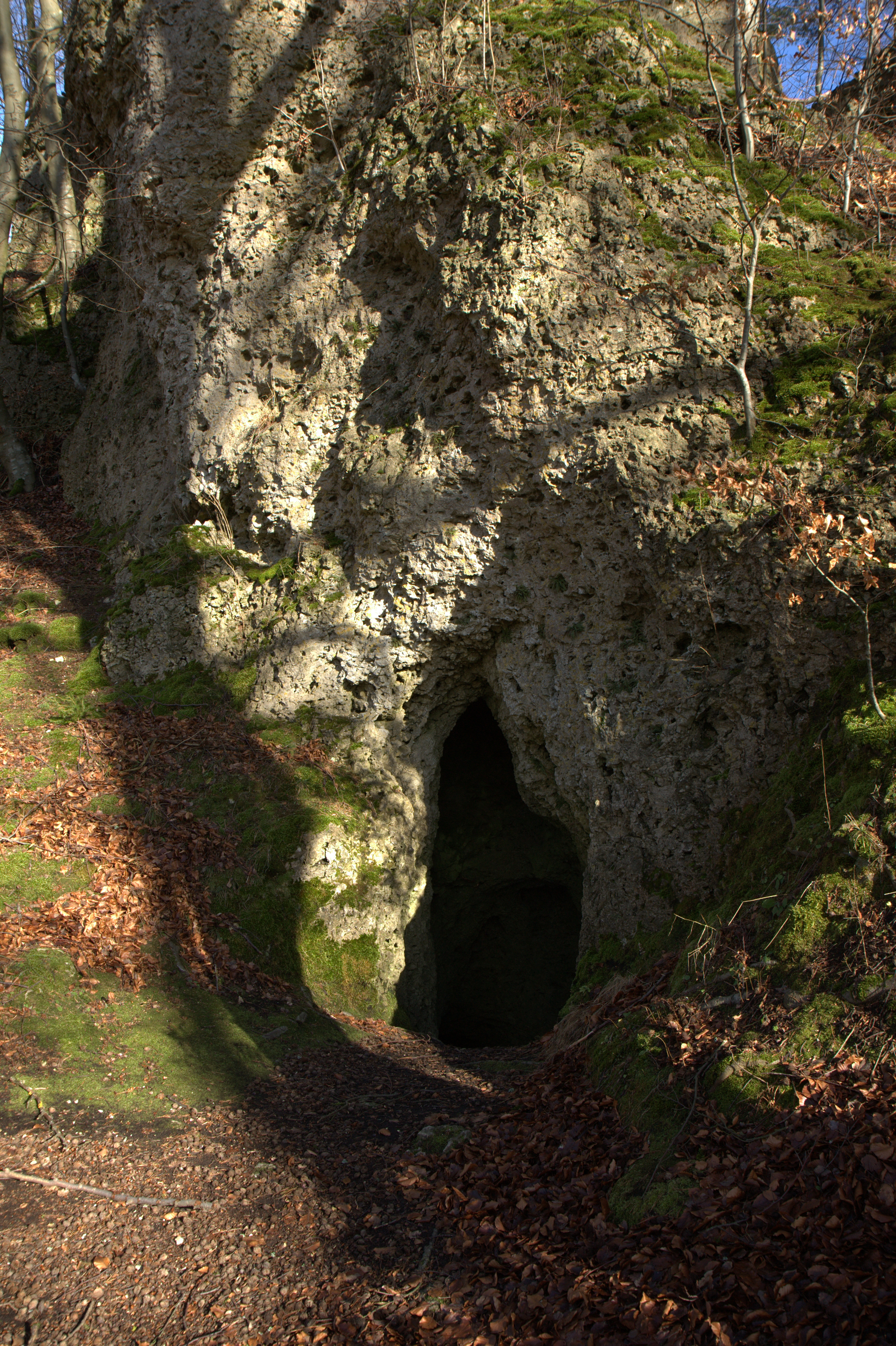
Höhlenportal der „Burghöhle in Wildenfels“, die vermutlich als Kellerraum genutzt wurde (Januar 2012)
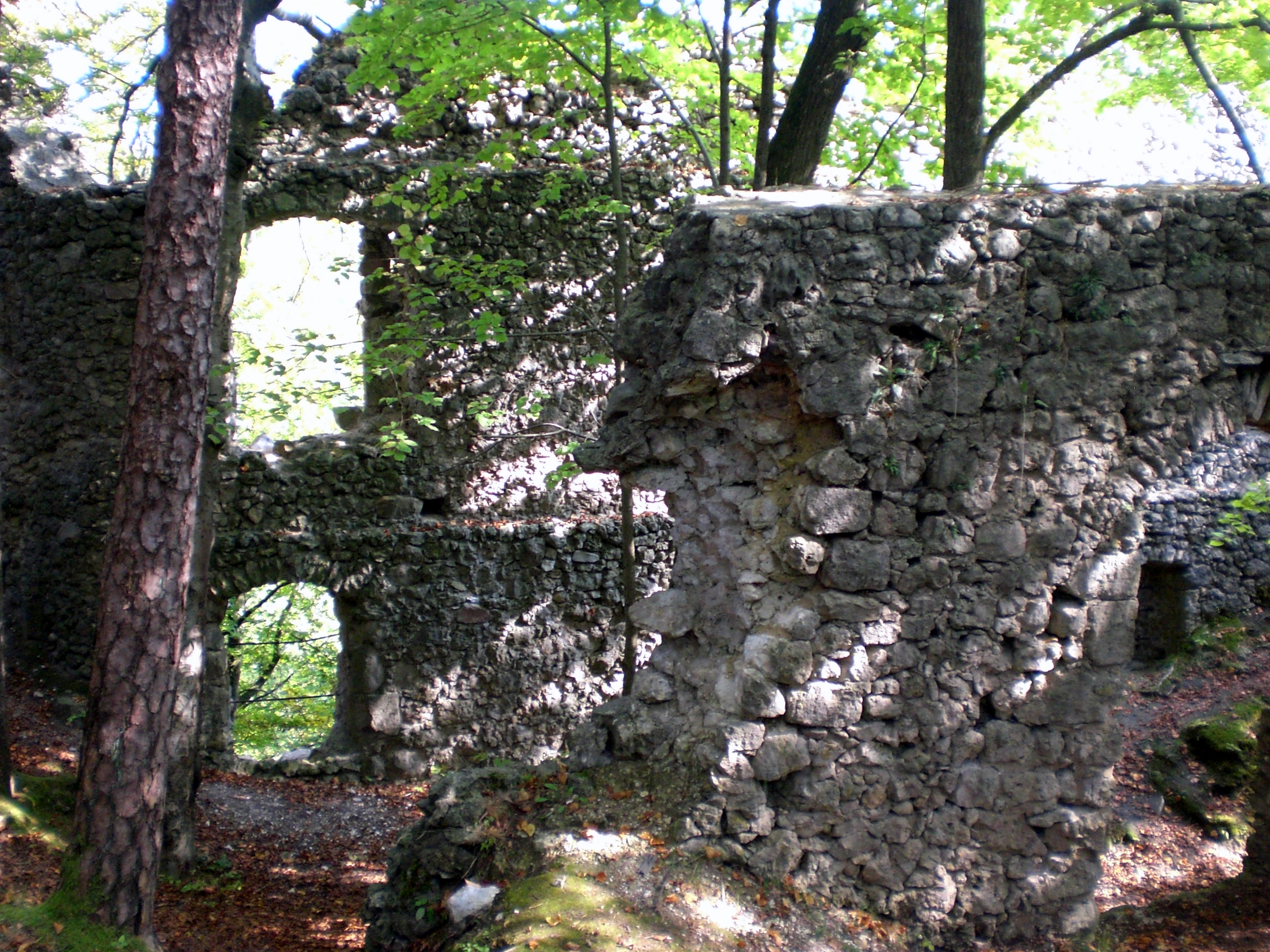
Innenansicht der nordöstlichen Palaswand (September 2011)